# Акшиганацький сільський округ
Акшигана́цький сільський округ (каз. Ақшығанақ ауылдық округі, рос. Акшиганакский сельский округ) — адміністративна одиниця у складі Джангельдинського району Костанайської області Казахстану. Адміністративний центр — село Акшиганак.
Населення — 906 осіб (2021; 1550 у 2009, 1826 у 1999, 2067 у 1989).
Станом на 1989 рік існувала Тосинська сільська рада (села Акмадія, Акшиганак, Казасалган, Тармак, Туйємойнак). Села Акмедія та Казасалган були ліквідовані 2009 року.

## Склад
До складу адміністрації входять такі населені пункти:
| Населений пункт  | Старі назви | Населення, осіб (1989) | Населення, осіб (1999) | Населення, осіб (2009) | Населення, осіб (2021) |
| ---------------- | ----------- | ---------------------- | ---------------------- | ---------------------- | ---------------------- |
| Акмедія, село    | Акмадія     | 185                    | 122                    | 20                     | -                      |
| Акшиганак, село  | -           | 1216                   | 1219                   | 1299                   | 814                    |
| Казасалган, село | -           | 208                    | 164                    | 48                     | -                      |
| Тармак, село     | -           | 203                    | 89                     | -                      | -                      |
| Туйємойнак, село | -           | 255                    | 231                    | 183                    | 92                     |